# 潮見橋
潮見橋（しおみばし）は、鹿児島市の南部を流れる和田川に架かっている橋。2006年までは石橋であったが、和田川の河川改修工事に伴い撤去された。石橋の欄干には「志保みはし」と書かれていた。

## 沿革
1890年（明治23年）、和田川と支流・木之下川の合流点から100mほど下流側に架設。1993年の鹿児島大水害（8・6水害）以降では、3連アーチの石橋としては鹿児島市内に現存した唯一のものであった。橋脚には上流側に水切石がついている。石工は不明だが、肥後国の名石工・岩永三五郎の教えを受け継いだ地元の石工によるものと思われる（岩永三五郎作の「潮見橋」は別の橋で、既に現存せず）。文化財未指定。
鹿児島市は1993年（平成5年）8月6日に起きた鹿児島大水害（8・6水害）によって甚大な被害を受け、また甲突川に架かる石橋群（甲突川五石橋）のうち2橋を失った（残りの3橋は石橋記念公園に移設保存済み）。以降、市内を流れる川の河川改修工事を進めていたが、今回、和田川の河川改修工事に伴い、潮見橋を現地保存した上で改修するか、川幅を拡幅するために架け替えるか議論となっていた。
結局、「劣化が進み現地保存・補修が困難」と判断され、2005年潮見橋の解体が決定。住民などが求めた撤去差し止めの仮処分も却下され、2006年（平成18年）2月24日より解体工事が始まった。
なお、解体後の旧・潮見橋の移設の予定は今のところなく、取り扱いは決定していない。一方、2006年度中にも新・潮見橋の架設工事が始まる予定である。
2007年（平成19年）9月に行われた鹿児島市議会の建設委員会において、旧・潮見橋の移設・復元は行わないこと、また解体後の石材の全部（2100個）を使って新・潮見橋の河川敷石（1915個）や新・潮見橋のたもとに新設する記念碑（185個）に有効活用することが明らかにされた。新・潮見橋は2008年（平成20年）2月6日完成した。

## 関連
- 甲突川五石橋
- 石橋記念公園

## その他
- 土木遺産 in 九州「（廃）潮見橋」